# Matías de Novoa
Matías de Novoa (Toledo, 1576 - c. 1652) fue un historiador español, cronista real. Su cercanía a Felipe IV, de quien era ayuda de cámara, le hizo ser testigo de buena parte de los hechos históricos más importantes de su reinado.

## Biografía
Fue criado del conde de Lemos. Posteriormente, puesto en la cámara del entonces príncipe Felipe (futuro Felipe IV) por el duque de Lerma, durante su valimiento, jurando su cargo de ayuda de cámara el 1 de enero de 1616 continuando en el mismo al menos hasta 1652.Tras la subida al trono de Felipe IV, fue enemigo de la facción del valido, conde-duque de Olivares. A pesar de ello, fue favorecido por este último con tres pensiones distintas a lo largo de su vida.
Hacia 1626 llevaba ya unos 32 años de vida en la corte. Su muerte debió de producirse entre el 4 de abril y el 16 de mayo de 1652. Felipe IV abonó a su viuda cuanto esta pidió en contra del dictamen del Consejo de Hacienda.

## Obra
Entre sus obras están la Historia de Felipe III y la Historia de Felipe IV, que se le atribuyen gracias a las investigaciones de Antonio Cánovas del Castillo y Feliciano Ramírez de Arellano, marqués de la Fuen-Santa, pues anteriormente se atribuían a Bernabé de Vivanco.

### Individuales
1. ↑  Cánovas del Castillo, 1876, p. 27.
2. ↑  MCN biografías